# Lindsey Graham
Pour les articles homonymes, voir Graham.
Lindsey Graham, né le 9 juillet 1955 à Central (Caroline du Sud), est un homme politique américain, membre du Parti républicain et sénateur de la Caroline du Sud au Congrès des États-Unis depuis 2003. Il est auparavant élu à la Chambre des représentants des États-Unis de 1995 à 2003.

## Biographie

### Études et carrière militaire
Né au sein d'une famille modeste de Caroline du Sud, Lindsey Graham perd jeune ses parents. Il est diplômé en psychologie de l'université de Caroline du Sud en 1977 et de sa faculté de droit en 1981. Il est juriste de formation.
De 1982 à 1988, il sert dans l'United States Air Force (USAF) au sein du Judge Advocate General's Corps (JAGC) avant de rejoindre en tant que réserviste l'armée de l'air de la garde nationale de Caroline du Sud. Il atteint la limite d'âge et quitte ce corps mi-2015.
Il participe à la guerre du Golfe de 1991, où il enseigne aux soldats les lois de la guerre.

### Carrière au Congrès des États-Unis

#### Représentant de Caroline du Sud
En 1992, Lindsey Graham est élu à la Chambre des représentants de Caroline du Sud pour le 2e district, siégeant de 1993 à 1995, puis en 1994 à la Chambre des représentants des États-Unis pour le 3e district congressionnel de l'État. Il devient un membre éminent et reconnu de la commission judiciaire parlementaire lors de la procédure d'impeachment contre le président Bill Clinton en 1998.
Il est réélu en 1996, 1998 et 2000.

#### Sénateur de Caroline du Sud
En 2002, il bat le démocrate Alex Sanders et est élu au Sénat des États-Unis. Il reprend alors le siège laissé vacant par le centenaire Strom Thurmond. Conservateur consensuel, Lindsey Graham est connu aussi pour sa liberté de parole, ses prises de positions quelquefois peu orthodoxes, sa recherche du compromis et se montre parfois très critique envers la ligne dominante au sein du Parti républicain.
Il est souvent associé à d'autres sénateurs républicains conservateurs atypiques comme John McCain, qui est l'un de ses mentors, ou Chuck Hagel. En 2004, Lindsay Graham est promu colonel de réserve dans l'armée de l'air par le président George W. Bush. En 2008, il est réélu sénateur pour un deuxième mandat, face au démocrate Bob Conley. Proche de la famille Bush, il défend des positions interventionnistes sur les questions de politique étrangère.

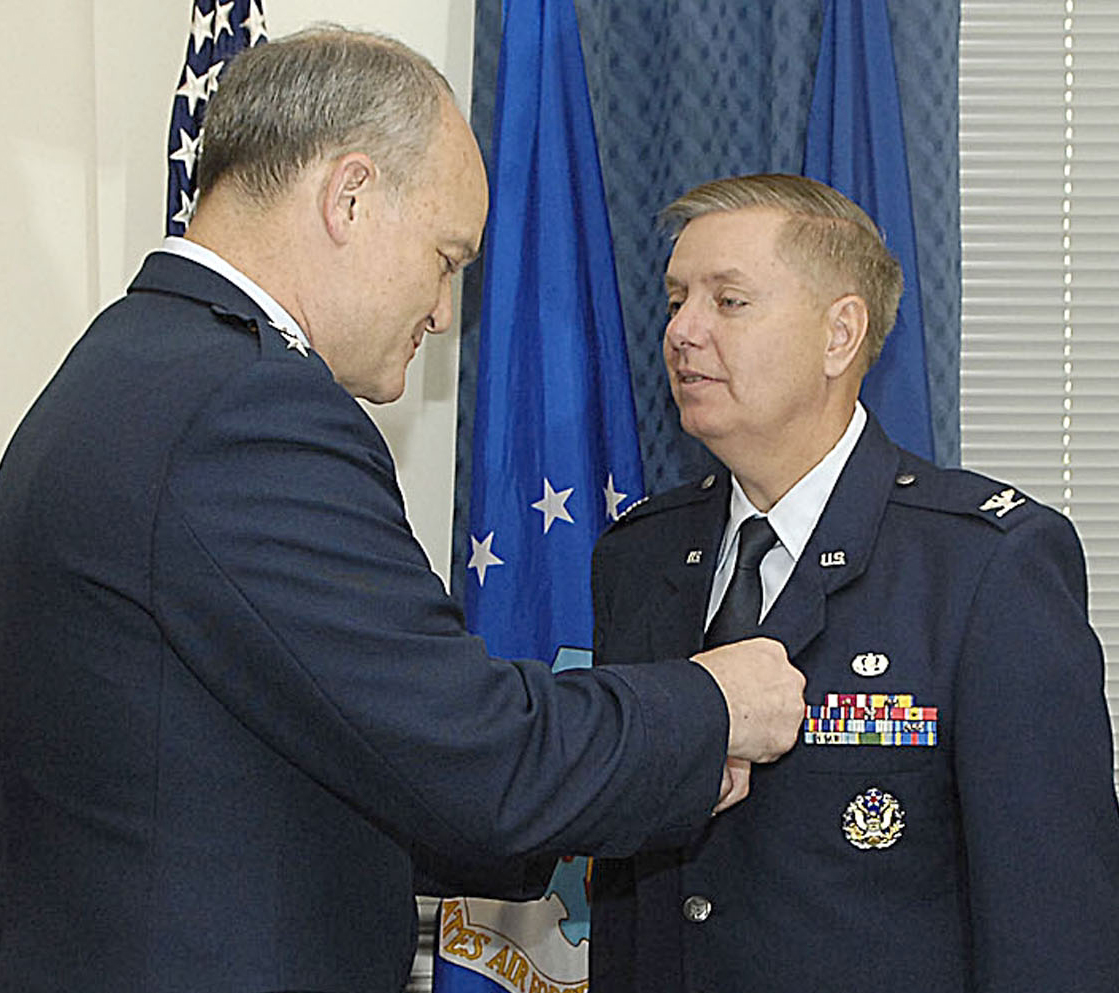
Décoration de Lindsey Graham de la Meritorious Service Medal, en 2009.

Le 6 août 2009, il est l'un des neuf sénateurs républicains à voter pour la nomination de Sonia Sotomayor à la Cour suprême des États-Unis, proposée par Barack Obama. Le 5 août 2010, il fait partie des cinq sénateurs républicains à voter pour la nomination d'Elena Kagan, elle aussi choisie par Barack Obama, à la Cour suprême. En 2012, il contribue toutefois au blocage du projet de nomination de Susan Rice au poste de secrétaire d'État des États-Unis, le sénateur John Kerry étant finalement désigné par le président Obama.

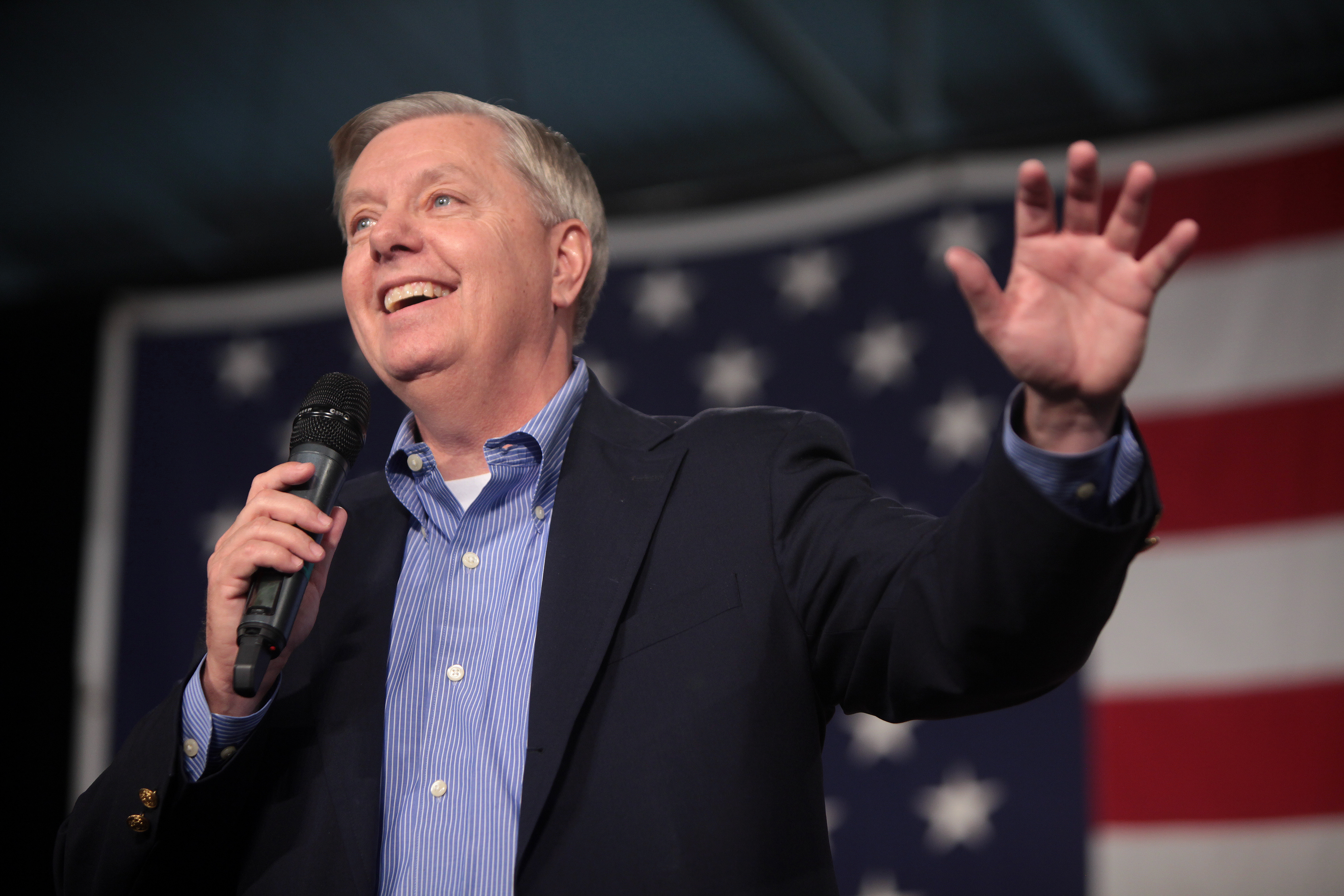
Lindsey Graham en campagne en vue des primaires républicaines de 2016, en Iowa.

Il se déclare généralement opposé aux forages pétroliers en mer. Graham annonce par ailleurs son intention de voter le projet de loi du président Obama sur le climat avant que l'examen de celui-ci ne soit repoussé, en raison notamment de la priorité donnée à l'annulation de la loi Arizona SB 1070 sur l'immigration.
Il est réélu sénateur pour un troisième mandat en 2014, face au démocrate Brad Hutto. Le 1er juin 2015, il se déclare candidat aux primaires républicaines en vue de l'élection présidentielle de 2016. Il compte se démarquer par son expérience en diplomatie, faisant ses preuves au sein du comité sénatorial des affaires étrangères, ainsi que de son sens du compromis avec le camp démocrate, notamment sur le sujet de l'immigration, ce qui lui vaut régulièrement l'animosité du Tea Party. Crédité d'intentions de vote très faibles, il renonce le 21 décembre 2015. Durant la campagne, Graham se montre très critique vis-à-vis du candidat Donald Trump, votant même pour l'indépendant Evan McMullin le jour de l'élection,. En mars 2016, il va jusqu'à dire que les républicains auraient dû exclure Trump du parti. À partir de mars 2017, Graham révise cependant sa position sur Trump et devient un allié du président.

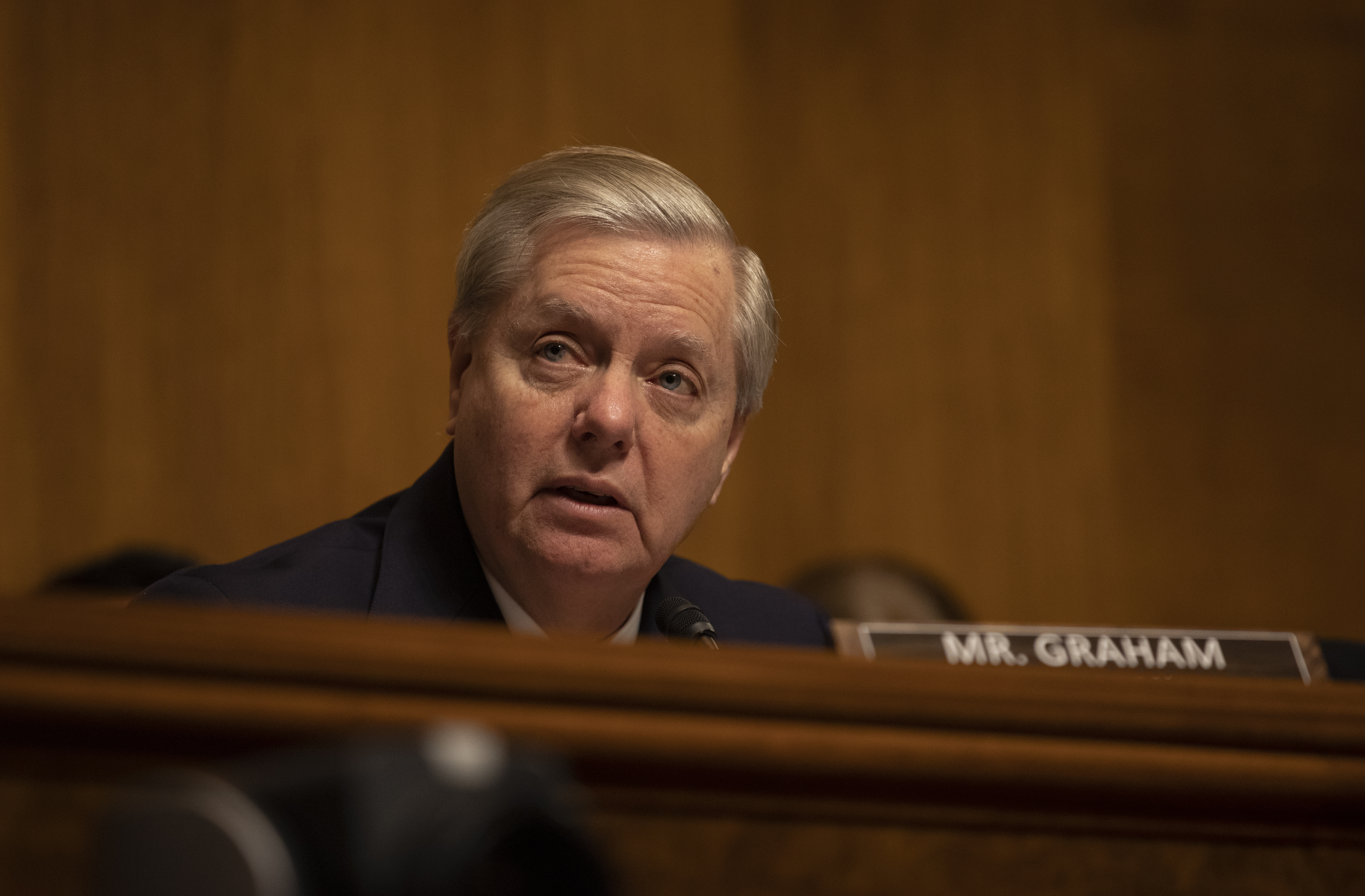
Graham lors d'une audition du Comité judiciaire, en 2019.

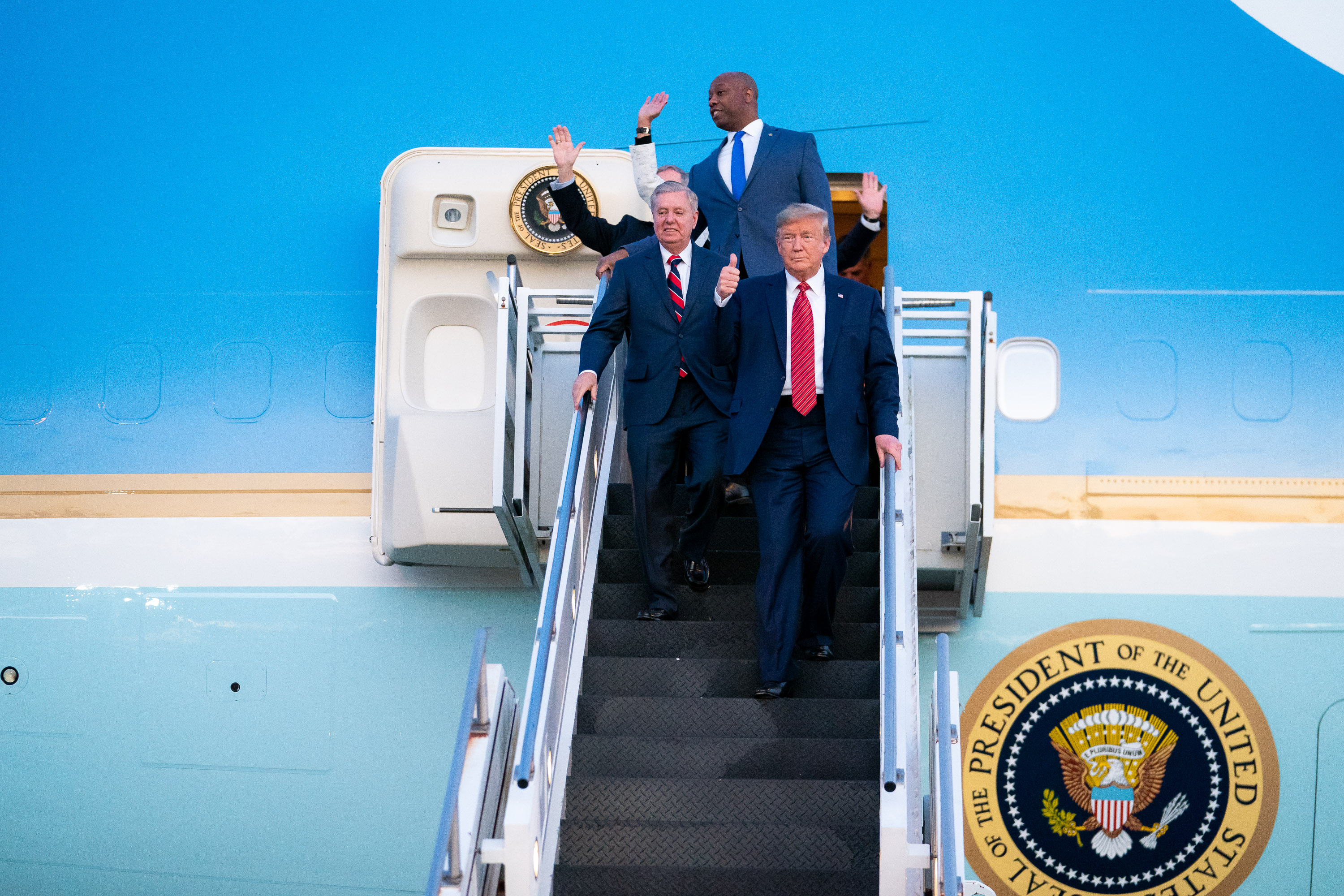
Lindsey Graham et Tim Scott accompagnant le président Donald Trump lors de sa descente d'Air Force One en Caroline du Sud, en 2020.

Il participe aux réunions du groupe Bilderberg de 2015, 2016 et 2017,,.
En tant que président du Comité judiciaire du Sénat, il doit conduire à partir du 12 octobre 2020 les auditions d'Amy Coney Barrett, nommée juge assesseur par Donald Trump à la Cour suprême. Ses adversaires ne manquent pas de lui rappeler que, pour justifier le refus des républicains d'examiner la nomination à la Cour suprême du juge Merrick Garland par Barack Obama en février 2016, il s'était engagé à ne pas pourvoir un siège laissé vacant durant la dernière année du mandat du président républicain.
Alors que des sondages le mettent en difficulté à l'approche des élections sénatoriales de 2020, Lindsey Graham fait face au démocrate Jaime Harrison, devenu le candidat le mieux financé de l'histoire sénatoriale américaine. Cependant, les électeurs de Caroline du Sud le réélisent pour un quatrième mandat, celui-ci affirmant dans son discours de victoire : « À tous les libéraux de Californie et New York : vous avez gaspillé beaucoup d'argent! C'est le pire retour sur investissement de l'histoire de la politique américaine ». Il met en cause la régularité du processus électoral lors de l'élection présidentielle de 2020, cautionnant les propos de Donald Trump au sujet de « fraudes » qu'organiserait le Parti démocrate. À la suite de l'invasion du Capitole par des partisans de Donald Trump, il renonce à contester l'élection de Joe Biden. Il est ensuite pris à partie et injurié par des partisans du président.
Le 13 février 2021, lors du second procès en destitution de Donald Trump devant le Sénat, Jamie Raskin, Lead House Impeachment Manager (procureur général), rapporte la déclaration faite la veille par la représentante républicaine Jaime Herrera Beutler de l'État de Washington à propos de l'appel téléphonique de Kevin McCarthy à Donald Trump durant l'assaut et demande que Herrera Beutler soit entendue comme témoin. Le Sénat vote tout d'abord par 54 voix contre 46 de procéder à l'audition de témoins mais le sénateur Lindsay Graham change son vote quelques minutes après, en menaçant sur Twitter : « Si vous voulez un délai, il sera long, avec beaucoup, beaucoup de témoins », : le Sénat vote donc finalement à 55 voix contre 45 de procéder à l'audition de témoins. L'après-midi, face à la menace de Michael van der Veen, avocat de Donald Trump, d'appeler une centaine de ses propres témoins et de citer Nancy Pelosi et Kamala Harris à comparaître comme témoins en personne et pas par visioconférence,,, Jamie Raskin et les responsables de la mise en accusation renoncent à leur demande d'entendre le témoignage de la représentante et acceptent de se contenter de lire sa déclaration au procès-verbal, permettant ainsi aux procédures de se poursuivre comme prévu,, probablement pour répondre au souhait de l'entourage du président Joe Biden de voir le procès se conclure rapidement afin que « l'attention du pays (et du Congrès) puisse se porter à nouveau sur les efforts du président dans la lutte contre la pandémie de Covid-19 et que le Sénat puisse se concentrer sur la confirmation des membres de son cabinet »,.
Il appelle en mars 2022 à assassiner le président russe Vladimir Poutine, « seule solution » selon lui qui permettrait de résoudre la guerre en Ukraine. Il réclame, en 2025, des droits de douane à 500 % contre tous pays qui commerceraient avec la Russie.
En 2023, Lindsey Graham annonce son intention de proposer une loi, le Ending the NARCOS Act of 2023, pour autoriser l'envoi des troupes américaines au Mexique pour combattre les cartels de la drogue. Cette loi mettrait aussi les cartels sur la liste des organisations terroristes, même si plusieurs difficultés législatives se posent sur cette proposition de loi. Cette annonce répond au kidnapping de quatre Américains au Mexique, probablement par le Cartel du Golfe. Le président mexicain Andrés Manuel López Obrador déclare alors que le Mexique est un pays libre, indépendant et souverain, qui ne reçoit d'ordres de personne,.
Il appelle aussi à niveler la bande de Gaza lors de la guerre de Gaza et a affirmé qu'Israël avait le droit de lancer des frappes nucléaires sur la population palestinienne. Ses déclarations constitueraient une « incitation au génocide » selon Josh Ruebner.
Il appelle en novembre 2024 à des sanctions des États-Unis contre la Cour pénale internationale (CPI) à la suite de l'émission de mandats d'arrêt à l'encontre du Premier ministre israélien Benyamin Netanyahou et de son ministre de la défense Yoav Gallant pour les crimes commis dans la bande de Gaza.
En juin 2025, il appelle à couler le bateau où, entre autres personnalités, Greta Thunberg est embarquée pour Gaza.

## Historique électoral

### Chambre des représentants
| Année | Lindsey Graham | Démocrate | NLP    | Libertarien | Indépendants |
| ----- | -------------- | --------- | ------ | ----------- | ------------ |
| Année |                |           |        |             |              |
| 1994  | 60,05 %        | 39,94 %   | —      | —           | 0,01 %       |
| 1996  | 60,29 %        | 38,74 %   | 0,97 % | —           | —            |
| 1998  | 99,69 %        | —         | —      | —           | 0,31 %       |
| 2000  | 67,76 %        | 30,31 %   | 0,51 % | 1,41 %      | 0,02 %       |

### Sénat
| Année | Lindsey Graham | Démocrate | Libertarien | Parti de la Constitution | Indépendants |
| ----- | -------------- | --------- | ----------- | ------------------------ | ------------ |
| Année |                |           |             |                          |              |
| 2002  | 54,4 %         | 44,2 %    | 0,6 %       | 0,7 %                    | 0,1 %        |
| 2008  | 57,7 %         | 42,3 %    | —           | —                        | —            |
| 2014  | 55,3 %         | 37,6 %    | 2,8 %       | —                        | 3,9 %        |
| 2020  | 54,4 %         | 44,2 %    | —           | 1,3 %                    | 0,1 %        |